# Јелена Минарди
Јелена Минарди (Ниш, 22. април 1919 — Ниш, 10. новембар 2021) је била српска стогодишњакиња. У тренутку своје смрти била је најстарија планинарка у Србији, Европи и на свету.

## Биографија
Јелена Минарди је рођена 22. априла 1919. године у Нишу. Званично је била најстарија нишљика, најстарија планинарка у Србији, али и на свету. Такође била је и почасни члан удружења планинара Србије. Најстарија планинарка на свету, учитељица у пензији, Јелена Минарди из Ниша у априлу 2021. године прославила је свој 102. рођендан у свом дому у Нишу . Од градоначелнице  Ниша  Драгане Сотировски добила је штапове за планинарање, јер је са сином Слободаном, лекаром у пензији још увек учествовала у планинарским активностима. Јелена Минарди је причала да јој је сваки нови успон на планину продужио живот за две године. За више од 60 година бављења планинарањем Јелена је обишла многе планине у Србији и иностранству међу којима је и Монблан  (највиша планина у Европи). Када је имала 96 година препешачила је 14 километара на фрушкогорским маратону. Са 100 година попела се на планину високу 1070 метара. Њен савет свим људима је да што више проводе време на планини. Њена омиљена планина је Радан планина.
Јелена Минарди је преминула у Нишу 10. новембра 2021. године у доби од 102 године.